# بيلي دنلوب
بيلي دنلوب (بالإنجليزية: Billy Dunlop)‏ (20 فبراير 1926 في المملكة المتحدة - 1 يناير 1994 في المملكة المتحدة) هو لاعب كرة قدم بريطاني (وحمل سابقاً جنسية المملكة المتحدة لبريطانيا العظمى وأيرلندا) في مركز مهاجم داخلي. لعب مع دونفرملين أثلتيك ونادي إكزتر سيتي ونادي بريستول روفيرز وBideford A.F.C. ‏ وIlfracombe Town A.F.C. ‏ وKilsyth Rangers F.C. ‏ ونادي برادفورد بارك أفنيو ودارلينجتون إف سى.

## وصلات خارجية
- بيلي دنلوب على موقع قاعدة بيانات كرة القدم.إي يو (الإنجليزية)